# 水月ゆうこ
水月 ゆうこ（みずき ゆうこ、1989年6月21日 - ）は、日本の女優、モデル。富山県出身。幸福の科学母体のニュースター・プロダクション所属。

## 経歴
1989年6月21日、富山県で生まれる。地元の公立小学・中学・高校を卒業。大阪芸術大学放送学科アナウンスコースに進学。大学在学中にスカウトされ、学生時代からラジオMCやラジオドラマへの出演、イベントの司会の仕事などで活動を始める。2014年に上京し、映像編集やゲームソフトのキャラクターを描く仕事をしながら、女優・タレント・司会業を続ける。
趣味は、ヨガ、瞑想、バドミントン。 

## 出演

### 映画
- 君のまなざし（2017年5月、日活） ヒロイン 天宮あかり 役
- さらば青春、されど青春。（2018年5月、日活） 子供が事故にあう主婦 役
- 世界から希望が消えたなら。（2019年10月、日活）看護師 澤田祥子 役
- 心霊喫茶「エクストラ」の秘密-The Real Exorcist-（2020年5月、日活）子供を失った母親佐紀 役
- 夜明けを信じて。（2020年10月、日活） 報道番組の司会・アナウンサー 役
- 愛国女子—紅武士道（2022年2月、日活）女性アナウンサー 役

### ドラマ
- 法医学教室の事件ファイル スペシャル第45作（2018年11月、テレビ朝日）キッチンレンタル社員 役
- わたし、定時で帰ります。（2019年4月、TBS）- 新明菜々美 役
- アンサング・シンデレラ 病院薬剤師の処方箋（2020年7月、フジテレビ）

### 劇場アニメ
- 宇宙の法—黎明編—（2018年10月、日活）

### ラジオ
- 明朗とＫ子の東京発～昭和歌物語（2017年、中央エフエム、MC）
- 平野啓子と語りの子たち（ABCラジオ、ラジオドラマ 主人公レディアン役 朝日放送系列）
- 君のまなざし（2017年4月、FM FUJI、MC）
- 昭和平成歌声ライブラリー（2017年、かわさきFM、MC）
- 明朗とＫ子の東京発～昭和歌物語（2017年、中央エフエム、MC）

### 舞台
- 僕は魔法が使えない?（2018年2月、劇団新星） マリ役
- ミュージカル 小公女セーラ（2018年6月、Japan Art Revolutionary）[2]
- 同窓会～その怨み晴らして候～（2018年7月、ブロードウェイ・バウンズ）ダブルキャスト・水谷ミキ 役
- ロミオとジュリエット（2020年2月、ニュースター・プロダクション）キャピュレット夫人 役

### MV
- アナーキー（Ruff Neck）「チェインギャング」（2016年5月）

### 司会・MC
- 阿佐ヶ谷ジャズストリート2017司会 - （東京都杉並区、2017年10月27日 - 28日）[3]
- 講演会司会（埼玉スーパーアリーナ）
- 講演会司会（大阪城ホール）
- 講演会司会（広島県立文化芸術ホール）
- 講演会司会（ANAクラウンプラザホテル千歳）
- 悠雅会（2018年・2020年、司会）
- イベント 荻窪白山神社歌謡ショー（2018年9月、荻窪白山神社）
- ラジオ「平野啓子と語りの子たち」（ABCラジオ、ラジオドラマ 主人公レディアン役 朝日放送系列）
- ラジオ「明朗とＫ子の東京発～昭和歌物語」（2017年1月 - 2018年9月、中央FM MC）
- ラジオ「昭和平成歌声ライブラリー」（2017年1月 - 2019年3月、かわさきFM MC）

### その他
- インタビュー「映画ランドNEWS『君のまなざし。』」2017年5月[4]
- インタビュー＆グラビア「月刊女性雑誌 Are You Happy?」2017年6月号[5]
- インタビュー＆グラビア「月刊女性雑誌 Are You Happy?」2017年3月号[1]